# 上寨镇
上寨镇，是中华人民共和国山西省大同市灵丘县下辖的一个乡镇级行政单位。

## 行政区划
上寨镇下辖以下地区：
上寨村、庄子沟村、串岭村、雁翅村、石矾村、王寨村、上寨南村、东岭沟村、下寨南村、下寨北村、口头村、刘庄村、白家台村、焦沟村、狼牙沟村、杏树台村、荞麦茬村、龙须台村和道八村。